# Eric Soviguidi
Eric Soviguidi (Abomei, 31 de março de 1971) é um diplomata e padre beninense da Igreja Católica pertencente ao serviço diplomático da Santa Sé. Desde 2021 é o Observador Permanente da Santa Sé na UNESCO e desde 2025, nomeado como núncio apostólico no Burquina Fasso. 

## Biografia
No dia 10 de outubro de 1998 recebeu a ordenação presbiteral, sendo incardinado na Arquidiocese de Cotonou. É formado em direito canônico.
Entrou no serviço diplomático da Santa Sé em 1 de julho de 2005, trabalhando nas nunciaturas apostólicas no Haiti, Gana, Tanzânia, Guatemala e na Seção para as Relações com os Estados e Organizações Internacionais da Secretaria de Estado da Santa Sé.
Em 30 de novembro de 2021, foi nomeado pelo Papa Francisco como Observador Permanente da Santa Sé na UNESCO.
É fluente, além do francês nativo, em italiano, inglês e espanhol.
Em 15 de agosto de 2025, o Papa Leão XIV o nomeou como núncio apostólico no Burquina Fasso, atribuindo-lhe a sé titular de Pumentum como arcebispo titular.